# Fushë-Arrez
Fushë-Arrez este un oraș din Albania.
1. ↑  GeoNames